# 第26師団 (日本軍)
第26師団（だいにじゅうろくしだん）は、大日本帝国陸軍の師団の一つ。

## 沿革
1937年（昭和12年）9月に北支の山西省大同警備を目的に編成された。師団は日本で初めて編成された「三単位編制師団」で、独立混成第11旅団を基幹に編成される。隷下の歩兵連隊は何れも独立混成旅団であった当時の名称を引き継ぎ「独立」を冠する。師団編成後に綏遠・包頭攻略戦に参加、1938年（昭和13年）1月から駐蒙兵団隷下に編入される。
1944年（昭和19年）7月にフィリピン戦線に転用され、乗船したヒ71船団で大損害を受けつつ、マニラに移駐する。レイテ島の戦いに多号作戦の増援部隊として派遣されるが、輸送船団が揚陸途中で出航したため、装備・物資の多くを失う。後続の補給船団も撃沈され、著しく戦力低下した状態で戦闘しなければならなくなった。米軍と交戦し壊滅、師団長以下多数が戦死し、残存部隊はカンギポット山中で終戦を迎える。独立歩兵第11連隊は、レイテの本隊を追及できず、ルソン島のバレテ峠で戦った。

## 師団概要

### 歴代師団長
- 後宮淳 中将：1937年（昭和12年）10月5日 - 1939年（昭和14年）8月1日
- 黒田重徳 中将：1939年（昭和14年）8月1日 - 1941年（昭和16年）6月30日
- 矢野音三郎 中将：1941年（昭和16年）6月30日 - 1942年（昭和17年）4月1日
- 柴山兼四郎 中将：1942年（昭和17年）4月1日 - 1943年（昭和18年）4月8日
- 佐伯文郎 中将：1943年（昭和18年）4月8日 - 1944年（昭和19年）7月18日
- 山県栗花生 中将：1944年（昭和19年）7月18日 - 1945年（昭和20年）2月5日（戦死）
- （心）栗栖猛夫 少将：1945年（昭和20年）2月7日 - 1945年（昭和20年）7月17日（戦死）

### 歴代参謀長
- 白銀重二 航空兵中佐：1937年（昭和12年）10月5日 - 1939年3月9日[1]
- 長勇 歩兵大佐：1939年（昭和14年）3月9日 - 1940年8月1日[2]
- 黒田茂 砲兵大佐：1940年（昭和15年）8月1日 - 1942年3月11日[3]
- 萩三郎 大佐：1942年（昭和17年）3月11日 - 1943年9月11日[4]
- 加藤芳寿 大佐：1943年（昭和18年）9月11日 - 1945年（昭和20年）7月27日（戦死）[5]

## 隷下部隊

### 1937年（昭和12年）当時の編制
- 師団司令部
- 第26歩兵団（歩兵団は1943年（昭和18年）3月18日に復員し、歩兵連隊は以後師団直率）
  - 第26歩兵団司令部
  - 独立歩兵第11連隊
  - 独立歩兵第12連隊
  - 独立歩兵第13連隊
- 独立野砲兵第11連隊
- 工兵第26連隊
- 輜重兵第26連隊
- 第26師団捜索隊
- 第26師団通信隊
- 第26師団兵器勤務隊
- 第26師団野戦病院
- 第26師団病馬廠

### 最終所属部隊
- 独立歩兵第11連隊（津）：津田佃大佐
- 独立歩兵第12連隊（岐阜）：今堀銕作大佐
- 独立歩兵第13連隊（静岡）：森岡信之丞大佐
- 独立野砲兵第11連隊： 馬場喜重大佐
- 工兵第26連隊：品川弥治中佐
- 輜重兵第26連隊：新村理市大佐
- 第26師団通信隊：内ヶ島芳男少佐
- 第26師団兵器勤務隊：山田清次郎大尉
- 第26師団野戦病院：武藤有一軍医少佐
- 第26師団病馬廠：吉田周一獣医少佐